# Cadmiumiodid
Cadmiumiodid, CdI2, ist eine chemische Verbindung des Cadmiums mit Iod. Es kristallisiert in einer Schichtstruktur im hexagonalen Kristallsystem. Die Cadmiumiodid-Struktur ist namensgebend für eine Reihe weiterer Verbindungen, die in der gleichen Struktur kristallisieren.

## Gewinnung und Darstellung
Die Darstellung von Cadmiumiodid gelingt aus den Elementen bei erhöhter Temperatur.
{\displaystyle \mathrm {Cd+I_{2}\longrightarrow CdI_{2}} }
Weiterhin kann es auch durch Auflösen von Cadmium oder Cadmiumcarbonat in Iodwasserstoffsäure und anschließender Kristallisation dargestellt werden. Dabei entsteht ein Hydrat, das mit Thionylchlorid entwässert und so zum wasserfreien Cadmiumiodid umgesetzt werden kann.
Ebenfalls möglich ist die Herstellung durch Reaktion von Cadmiumsulfat mit Kaliumiodid.
{\displaystyle \mathrm {CdSO_{4}+2\ KI\longrightarrow CdI_{2}+K_{2}SO_{4}} }

## Eigenschaften
Cadmiumiodid bildet an Luft stabile, weiß glänzende, hexagonale Plättchen, die bedingt durch die Schichtstruktur leicht spaltbar sind.
Cadmiumiodid kristallisiert in einer hexagonalen Kristallstruktur in der Raumgruppe P63mc (Raumgruppen-Nr. 186) mit den Gitterparametern a = 425 pm und c = 1367 pm sowie zwei Formeleinheiten pro Elementarzelle (4H-Struktur nach der Ramsdell-Klassifikation) oder in einer geringfügig weniger stabilen trigonalen Struktur mit der Raumgruppe P3m1 (Nr. 164) und den Gitterparametern a = 424,4 pm und c = 685,9 pm (2H-Struktur). Dabei bilden die Iodidionen eine hexagonal-dichteste Kugelpackung, in der jede zweite Oktaederlückenschicht vollständig mit Cadmiumionen Cd2+ besetzt ist. Die Cadmiumionen sind oktaedrisch von sechs Iodidionen umgeben, wobei jedes Iodidion die Spitze einer trigonalen Pyramide mit drei Cadmiumionen als Grundfläche bildet (Koordination = 6:3). Es ergeben sich einzelne Cadmiumiodidschichten, die nur durch schwache Van-der-Waals-Kräfte zusammengehalten werden. In einer der Cadmiumiodidstrukturen kristallisieren vor allem Bromide und Iodide, aber auch manche Sulfide, Selenide oder Telluride wie Magnesiumbromid, Calciumiodid, Eisen(II)-iodid, Zinn(IV)-sulfid oder Titan(IV)-sulfid. Neben den beiden erwähnten Formen sind über 250 weitere Polytypen von Cadmiumiodid bekannt, die sich in der Abfolge der Schichten unterscheiden.
Eine relativ neu entdeckte Modifikation des Cadmiumiodids sind die gut charakterisierten Nanopartikel, die CdI2 bei der Bestrahlung mit Elektronen bildet, wobei Nanoröhren und Fulleren-artige Strukturen entstehen.

## Verbindungen des CdI2-Typs
Cadmiumiodid gehört wie viele andere Halogenide und Hydroxide zweiwertiger Metalle oder Sulfide und Telluride vierwertiger Metalle zum CdI2-Strukturtyp, die alle eine Kristallstruktur der beiden einfachsten Polytypen aufweisen:

### Mitglieder
- CdI2, MgI2, TiI2
- MgBr2, TiBr2, CdBr2
- TiCl2, VCl2
- Mg(OH)2, Ni(OH)2, Ca(OH)2
- TiS2, ZrS2, TiSe2, SiTe2,
- Ag2F und W2C gehören zum Anti-CdI2-Typ mit großen Metallkationen auf den Iodid-Positionen, während die Anionen die Oktaederlücken besetzen.

## Verwendung
Cadmiumiodid findet als Reagenz zum Nachweis von Alkaloiden und Salpetriger Säure sowie bei der Herstellung von Leuchtfarben und Elektrolyse-Cadmium Verwendung. Es wird auch bei photographischen Verfahren wie der Ferrotypie eingesetzt.

## Sicherheitshinweise
Cadmiumiodid ist giftig beim Einatmen und Verschlucken, besitzt chronische Toxizität und wirkt krebserregend in Tierversuchen. Die letale Dosis LD50 beträgt bei Mäusen 166 mg/kg. Als niedrigste bekannte tödliche Dosis bei oraler Aufnahme durch den Menschen (LDLo) werden 81 mg/kg angegeben. Außerdem ist die Öko-Giftigkeit von Cadmiumiodid sehr hoch, insbesondere für Wasserorganismen, zumal es in Gewässern langfristige Schäden hervorrufen kann.